# 普通珠雞
（学名：Numida meleagris）是珠鸡科珠雞屬中唯一的一個物種。它原产于非洲，主要分佈於撒哈拉沙漠以南地區，它還被引入西印度群岛、北美、澳大利亚和欧洲等地。

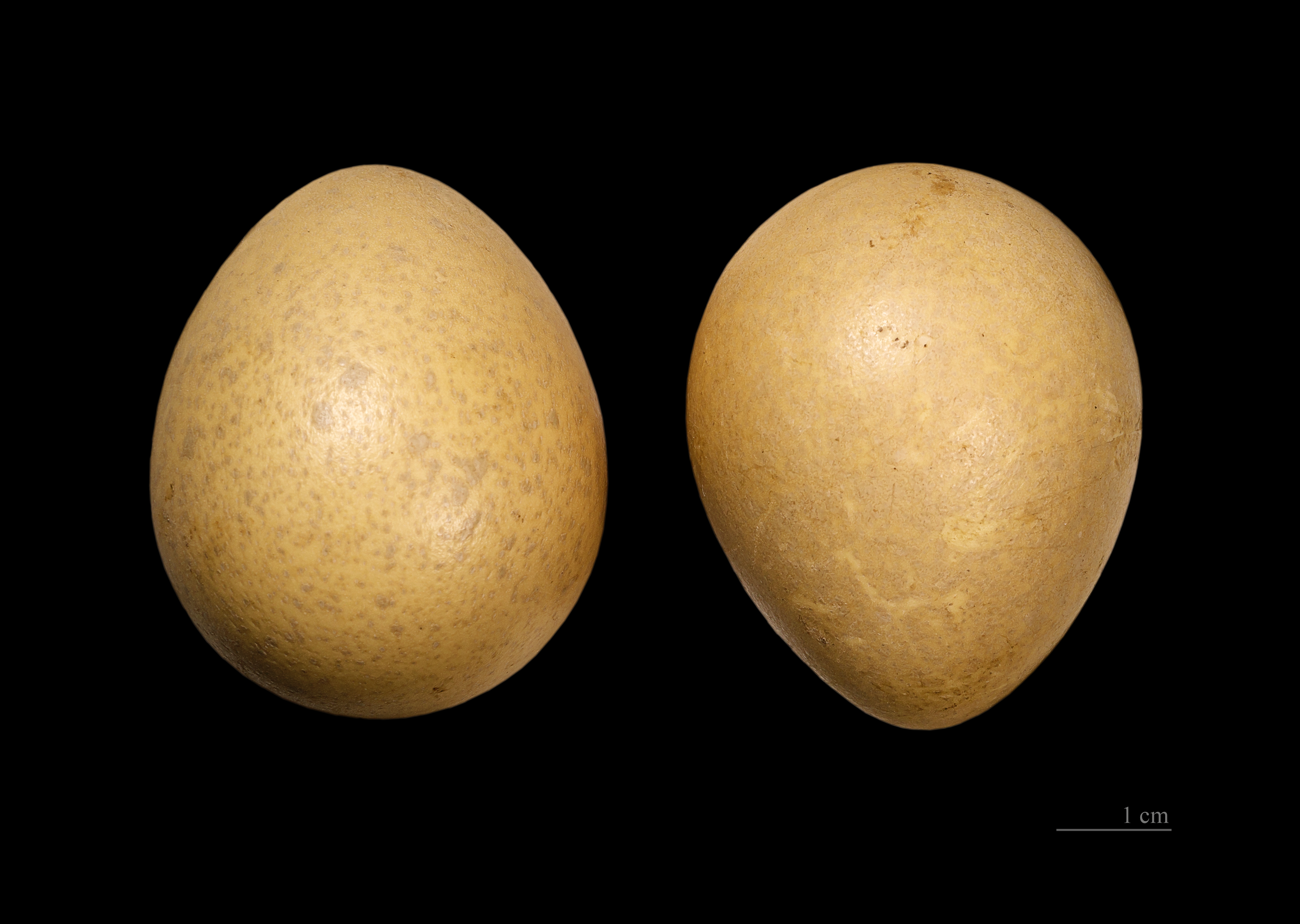
普通珠雞的蛋

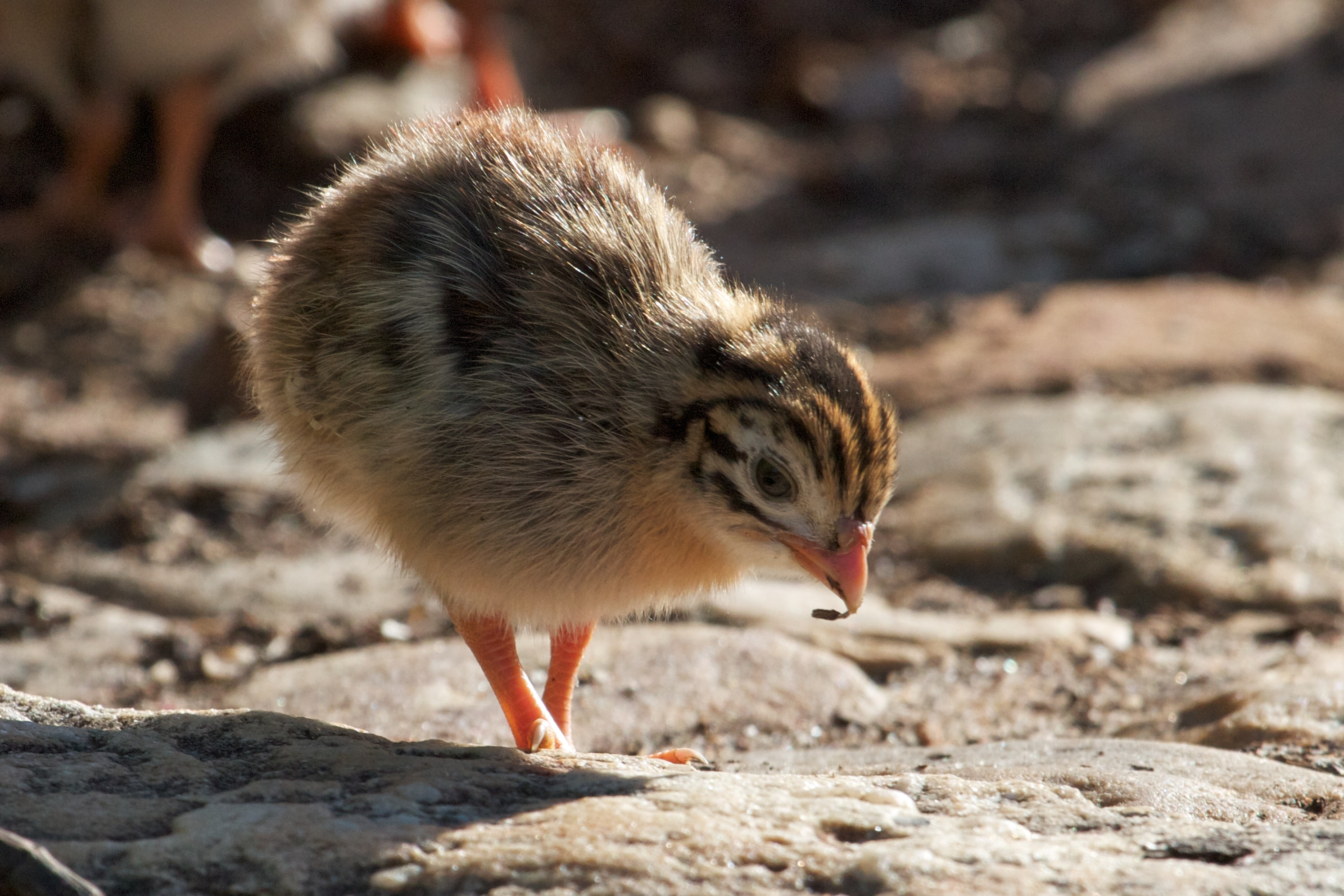
幼鳥

瑞典博物学家卡尔·林奈于1758年在他的《自然系統》第十版中就提到了這個物種，並將其命名为Phasianus meleagris。1764年，林奈将普通珠雞列為珠雞屬（Numida）。属名Numida在拉丁语中的意思是 "北非 "。